# Walk the Moon
Walk the Moon – amerykański zespół rockowy, założony w 2006 roku przez wokalistę Nicholasa Petriccę, znany m.in. z przeboju „Shut Up and Dance”, wydanego w 2014 roku.
Nazwa zespołu inspirowana była tytułem piosenki „Walking on the Moon” zespołu The Police.

## Skład

### Obecni członkowie
- Nicholas William Petricca – śpiew, instrumenty klawiszowe, syntezator(od 2006) 
(ur. 16 lutego 1987)[3]
- Sean Byron Waugaman – perkusja, wokal wspierający (od 2010)
- Eli Brose Maiman – gitara, wokal wspierający (od 2011)

### Byli członkowie
- Adam Reifsnyder – gitara basowa, wokal wspierający (2006–2009)[4][5][6]
- Sam Cole – gitara, wokal wspierający (2006-2008 joined IBM Watson);[4][7]
- Ricky Human – perkusja (2006-2008)[4][7]
- Nick Lerangis – gitara, wokal wspierający (2009)[5][6][8][9][10]
- Chris Robinson – gitara, wokal wspierający (2010–2011)[11][12]
- Kevin Colter Ray – gitara basowa, wokal wspierający, gitara (2010-2020)

## Dyskografia

### Albumy studyjne
- I want! I want! (2010)
- Walk the Moon (2012)
- Talking Is Hard (2014) – złota płyta w Polsce[13]
- What If Nothing (2017)

### Albumy koncertowe
- You Are Not Alone (2016)